# John Leroy Kelley
John Leroy Kelley (Kansas, 6 de dezembro de 1916 — Oakland, Califórnia, 26 de novembro de 1999) foi um matemático estadunidense.
Foi professor da Universidade da Califórnia em Berkeley, investigador das áreas de topologia e análise funcional.

## Obras
- 1953 (com Edward J. McShane e Franklin V. Reno). Exterior ballistics. The University of Denver Press.
- 1955. General topology. van Nostrand. Reimpressão (1975) Springer Verlag. ISBN 0-387-90125-6
- 1963 (com Isaac Namioka et al.). Linear Topological Spaces. Van Nostrand.
- 1970 (com Donald Richert). Elementary Mathematics for Teachers.